# Зенденхорст
Зенденхорст (њем. Sendenhorst) град је у њемачкој савезној држави Северна Рајна-Вестфалија. Једно је од 13 општинских средишта округа Варендорф. Према процјени из 2010. у граду је живјело 13.283 становника. Посједује регионалну шифру (AGS) 5570040, NUTS (DEA38) и LOCODE (DE SEN) код.

## Географски и демографски подаци
Зенденхорст се налази у савезној држави Северна Рајна-Вестфалија у округу Варендорф. Град се налази на надморској висини од 68 метара. Површина општине износи 96,7 km². У самом граду је, према процјени из 2010. године, живјело 13.283 становника. Просјечна густина становништва износи 137 становника/km².

## Међународна сарадња
| Мјесто | Држава    | Врста сарадње | Од    |
| ------ | --------- | ------------- | ----- |
|        | Француска | контакт       | 1982. |
| Извор  |           |               |       |